# Santa Ana (Misiones)
Santa Ana is een plaats in het Argentijnse bestuurlijke gebied Candelaria in de provincie Misiones. De plaats telt 5.092 inwoners.
Ruïnes van de Jezuïetenmissies van de Guaraní, die op de Werelderfgoedlijst van UNESCO staan, zijn hier te zien.
Nationaal park Los Glaciares ·
Jezuïetenmissies van de Guaraní (San Ignacio Miní · Santa Ana · Nuestra Señora de Loreto · Santa María la Mayor) ·
Nationaal park Iguazú ·
Cueva de las Manos, Río Pinturas ·
Valdés-schiereiland ·
Natuurparken Ischigualasto en Talampaya · 
Jezuïetenkwartier en Estancias van Córdoba ·
Quebrada de Humahuaca ·
Qhapac Ñan, wegennetwerk van de Andes ·
Architecturaal werk van Le Corbusier (Maison du docteur Curutchet) ·
Nationaal park Los Alerces